# Поповићева кућа у Гроцкој
Поповићева кућа у Гроцкој је подигнута средином 19. века као сеоска зграда за становање. Представља непокретно културно добро као споменик културе. Кућа још постоји, у улици 17. октобра 4 у Гроцкој, али је девастирана због изградње већег објекта.
Кућа је саграђена у бондручној конструкцији са испуном од ћерпича и покривена четворосливним кровом са ћерамидом. По типу је стара моравска кућа подунавске варијанте, са четири просторије, тремом и истуреним доксатом. Каснијим интервенцијама зграда је изгубила трем и доксат који су затворени. 
Као типичан представник групе грочанских кућа, Поповићева кућа је својим архитектонским, етнографским и ликовним квалитетима доприносила аутентичности историјског амбијента старе Гроцке.